# Mieszkańce (gmina Niemież)
Mieszkańce (lit. Ašmenos Kelias) – wieś na Litwie, w okręgu wileńskim, w rejonie wileńskim, w gminie Niemież, przy drodze magistralnej A3. Graniczy z Wilnem.

## Historia
W dwudziestoleciu międzywojennym osada leżąca w Polsce, w województwie wileńskim, w powiecie grodzkim Wilno. W spisie z 1931 ujęta w grupie miejscowości (obejmującej Kuprianiszki, Mieszkańce, Podkopcowo, Podkuprianiszki i Równe Pole Kupriańskie), która liczyła 636 mieszkańców, zamieszkałych w 113 budynkach.
Po II wojnie światowej w granicach Związku Sowieckiego. Od 1991 na niepodległej Litwie.